# Naphrys xerophila
Naphrys xerophila là một loài nhện trong họ Salticidae.
Loài này thuộc chi Naphrys. Naphrys xerophila được Richman miêu tả năm 1981.